# Wybory regionalne w Brandenburgii w 1946 roku
Wybory regionalne w Brandenburgii w 1946 roku – odbyły się 20 października. Zgodnie z oficjalnymi wynikami zwycięstwo odniosła SED, która uzyskała ok. 43,9% głosów.
W 1946 Sowiecka Administracja Wojskowa w Niemczech (SMAD) powołała do życia Zgromadzenie Doradcze Brandenburgii (Beratende Versammlung). W październiku zostało ono zastąpione przez Landtag Brandenburgii.

## Wyniki
20 października 1946 przy frekwencji 91,5% wybrano do Landtagu 4 partie, razem 100 deputowanych.
- Sozialistische Einheitspartei Deutschlands (SED): 43,9% – 44 deputowanych
- Unia Chrześcijańsko-Demokratyczna (CDU): 30,6% – 31 deputowanych
- Liberalno-Demokratyczna Partia Niemiec (LDPD): 20,6% – 20 deputowanych
- Vereinigung der gegenseitigen Bauernhilfe (VdgB): 4,9% – 5 deputowanych

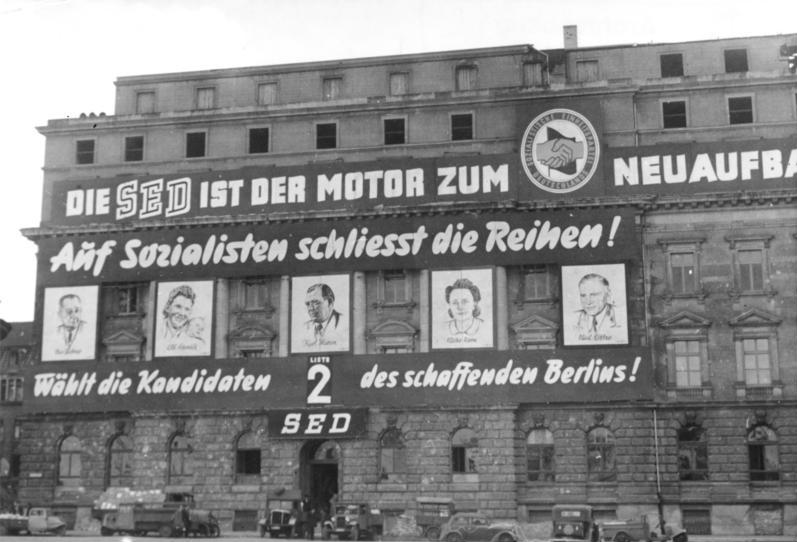
Plakaty SED z 1946 r.
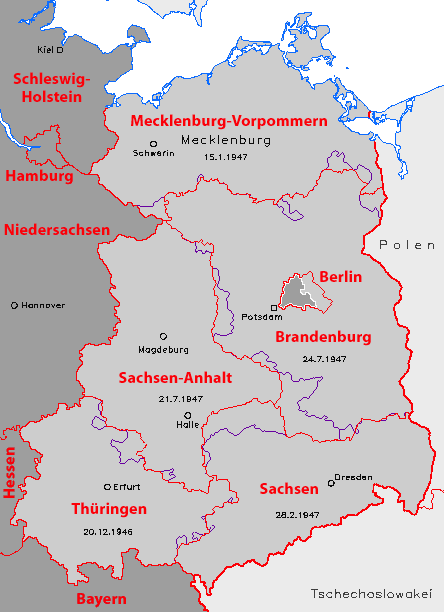
Podział administracyjny Brandenburgii w NRD
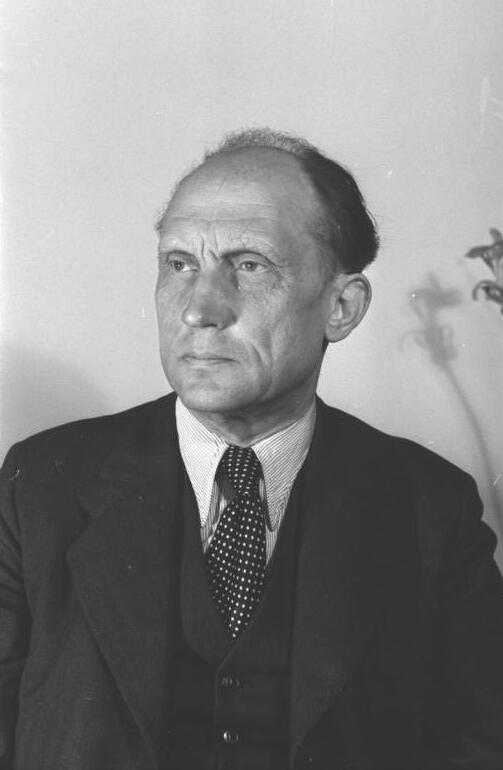
Karl Steinhoff, premier Brandenburgii 1946-1949